# Тодор Стоилов
Тодор Стоилов Карамарков – Комитата или Осман Чауш е български революционер, деец на Вътрешна македоно-одринска революционна организация в Ахъчелебийско.

## Биография
Стоилов е роден в 1876 година в Карлуково, тогава в Османската империя. Начално училище завършва в родното си село. През 1901 година се образува местна чета на ВМОРО, в която става четник и Тодор Стоилов. През октомври 1903 година участва при атаката на митницата на Каракулас с още 25 четници с главен войвода Пею Шишманов. След това се създава песента:
| „ | Горо ле, горо зелена и ти, водице студена, никогаш празна не седиш Приимвай, горо, приимвай Пеюва верна дружина! Утре ще през теб да мине и ще на Каракулас да иде, митницана да си съсипе. | “ |

Ето какво разказва Тодор Стоилов: 
| „ | Моят баща Стоил бе воденичар. Често при него идваха и четници от четата на Пею Шишманов, в която бях и аз. Татко ни нахранваше и ни даваше някой провизии. Турците една нощ обсадили воденицата и недоволни, че не открили нищо в нея, го измъкват за да каже къде са скрити комитите. След няколко дни взех позволително от войводата и се отбих при баща ми. Той ми разказа за случката и със сълзи на очи ми продума: „Синко, живот за нас в селусу няма, да са махаме от тува, да бягаме!“ Така и направихме. | “ |

През 1906 година семейството на Стоил Карамарков се преселва в село Тополово, което тогава е в България. Тук синът му Тодор Стоилов се оженва и започва да работи като зидар. Дълги години е бил училищен настоятел и общински съветник. Почива на 22 април 1963 година в Тополово, където е погребан.